# Élincourt
Ne doit pas être confondu avec Élincourt-Sainte-Marguerite, Élencourt ou Élancourt.
Élincourt est une commune française située dans le département du Nord (59), en région Hauts-de-France.

## Géographie

### Localisation
La commune d'Élincourt est à la limite administrative du Nord et de l'Aisne.

### Communes limitrophes
| Walincourt-Selvigny | Dehéries  | Clary   |
| Dehéries            | Élincourt | Maretz  |
| Malincourt          | Serain    | Prémont |

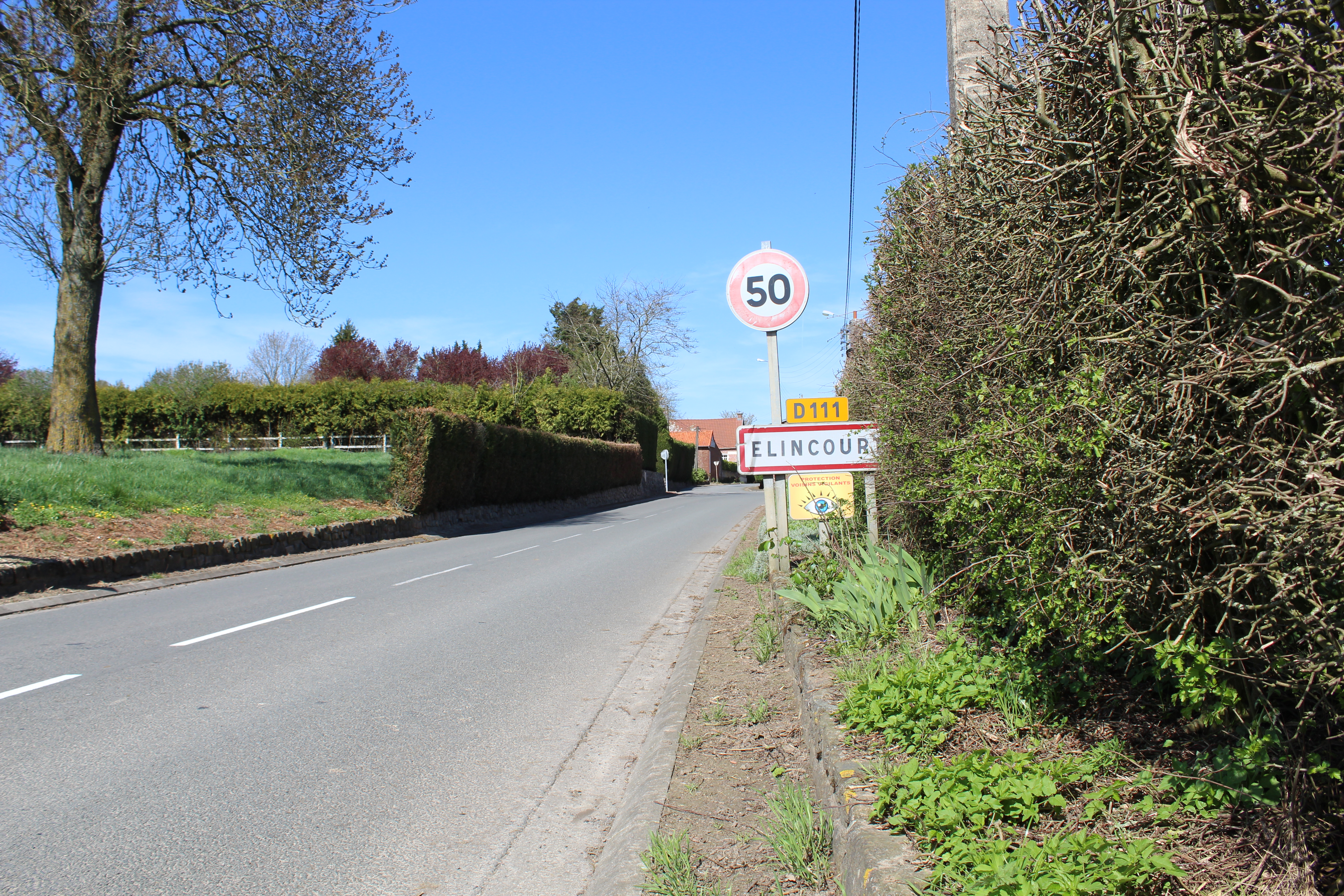
Entrée du village.
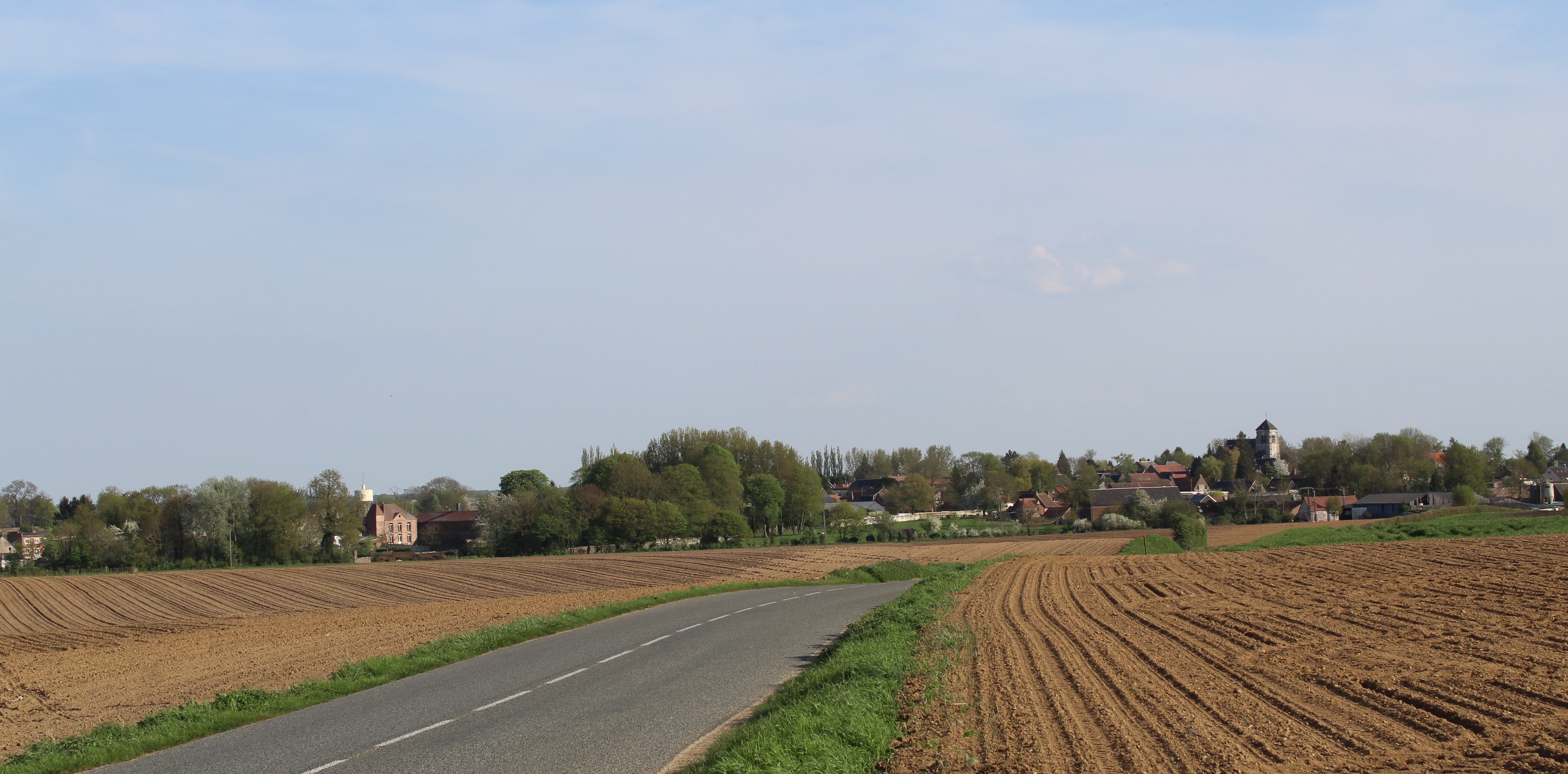
Vue panoramique.

### Hydrographie

#### Réseau hydrographique
La commune est située dans le bassin Artois-Picardie. Elle est drainée par le Riot Hippolyte,.

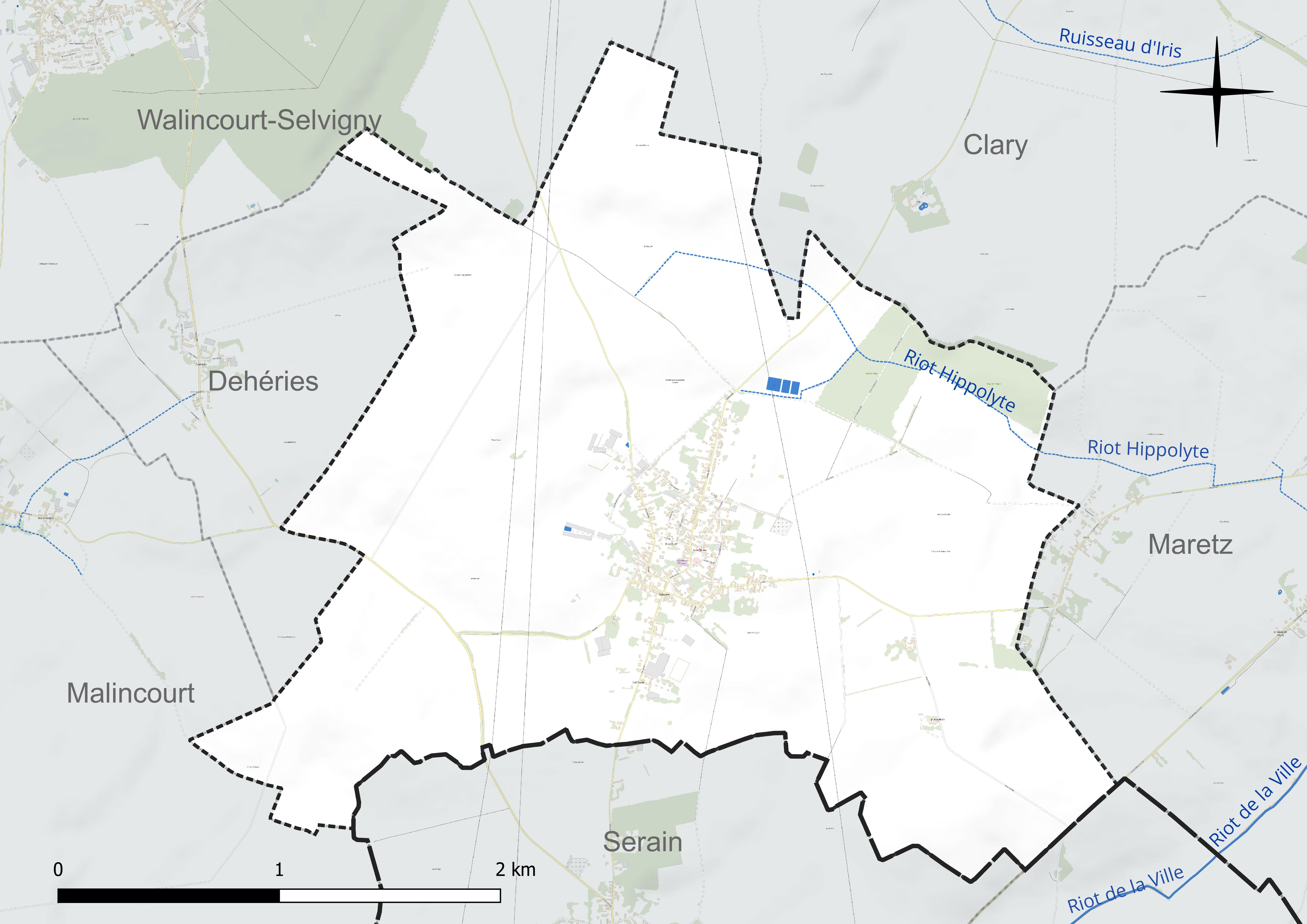
Réseau hydrographique d'Élincourt.

#### Gestion et qualité des eaux
Le territoire communal est couvert par le schéma d'aménagement et de gestion des eaux (SAGE) « Escaut ». Ce document de planification concerne un territoire de 2 005 km2 de superficie, délimité par le bassin versant de l'Escaut. Le périmètre a été arrêté le 9 juin 2006 et le SAGE proprement dit a été approuvé le 13 juillet 2021. La structure porteuse de l'élaboration et de la mise en œuvre est le syndicat mixte Escaut et Affluents (SyMEA). 
La qualité des cours d'eau peut être consultée sur un site dédié géré par les agences de l'eau et l'Agence française pour la biodiversité. 

### Climat
Pour des articles plus généraux, voir Climat des Hauts-de-France et Climat du Nord.
En 2010, le climat de la commune est de type climat océanique dégradé des plaines du Centre et du Nord, selon une étude du CNRS s'appuyant sur une série de données couvrant la période 1971-2000. En 2020, Météo-France publie une typologie des climats de la France métropolitaine dans laquelle la commune est dans une zone de transition entre le climat océanique et le climat océanique altéré et est dans la région climatique  Nord-est du bassin Parisien, caractérisée par un ensoleillement médiocre, une pluviométrie moyenne régulièrement répartie au cours de l'année et un hiver froid (3 °C). 
Pour la période 1971-2000, la température annuelle moyenne est de 9,7 °C, avec une amplitude thermique annuelle de 14,9 °C. Le cumul annuel moyen de précipitations est de 753 mm, avec 12,8 jours de précipitations en janvier et 9 jours en juillet. Pour la période 1991-2020, la température moyenne annuelle observée sur la station météorologique la plus proche, située sur la commune d'Épehy à 18 km à vol d'oiseau, est de 10,6 °C et le cumul annuel moyen de précipitations est de 752,8 mm,. Pour l'avenir, les paramètres climatiques de la commune estimés pour 2050 selon différents scénarios d'émission de gaz à effet de serre sont consultables sur un site dédié publié par Météo-France en novembre 2022.

## Urbanisme

### Typologie
Au 1er janvier 2024, Élincourt est catégorisée commune rurale à habitat dispersé, selon la nouvelle grille communale de densité à sept niveaux définie par l'Insee en 2022.
Elle est située hors unité urbaine et hors attraction des villes,.

### Occupation des sols
L'occupation des sols de la commune, telle qu'elle ressort de la base de données européenne d'occupation biophysique des sols Corine Land Cover (CLC), est marquée par l'importance des territoires agricoles (90 % en 2018), une proportion sensiblement équivalente à celle de 1990 (90,2 %). La répartition détaillée en 2018 est la suivante : 
terres arables (77,9 %), prairies (11,6 %), zones urbanisées (6,3 %), forêts (3,7 %), zones agricoles hétérogènes (0,6 %). L'évolution de l'occupation des sols de la commune et de ses infrastructures peut être observée sur les différentes représentations cartographiques du territoire : la carte de Cassini (XVIIIe siècle), la carte d'état-major (1820-1866) et les cartes ou photos aériennes de l'IGN pour la période actuelle (1950 à aujourd'hui).

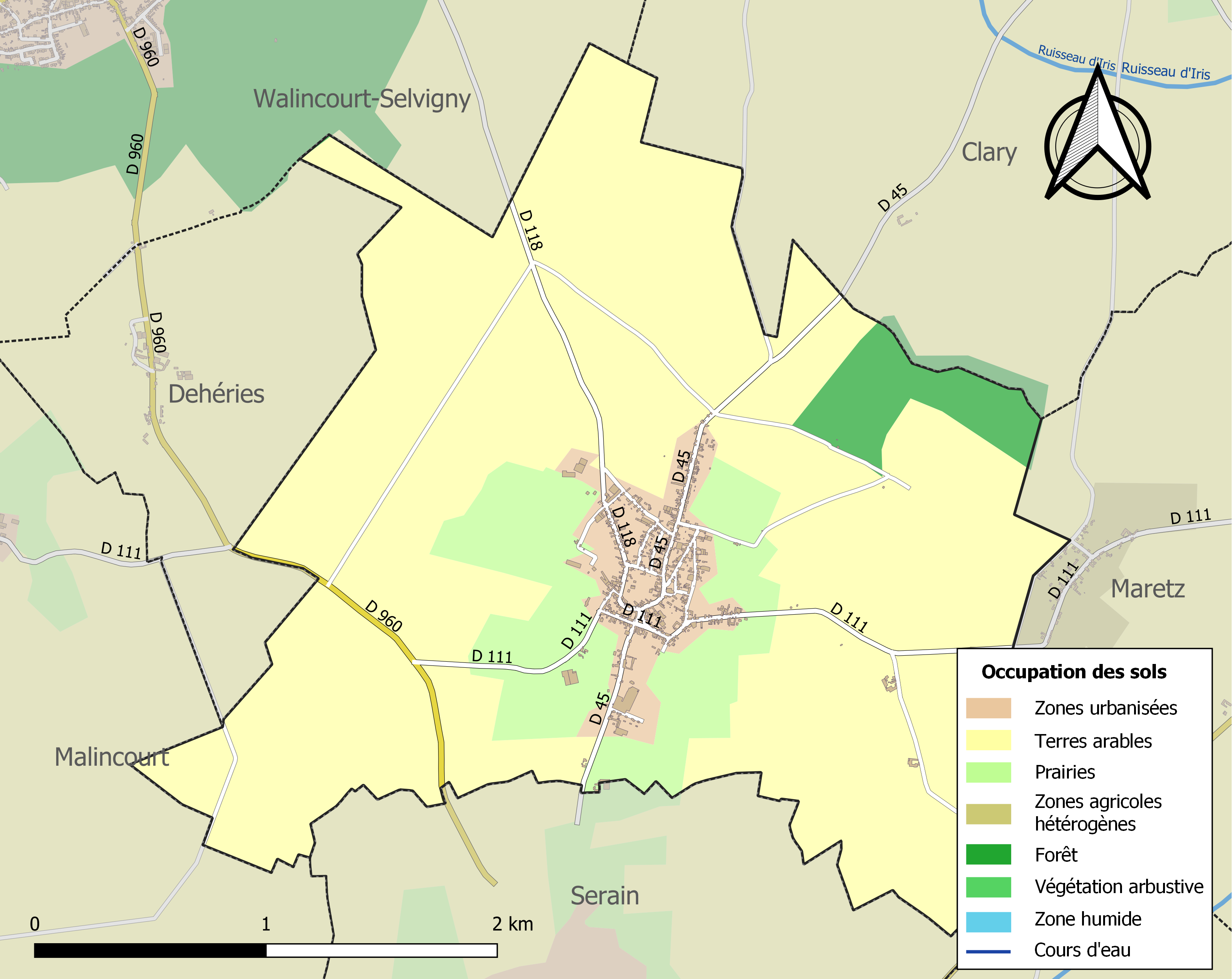
Carte des infrastructures et de l'occupation des sols de la commune en 2018 (CLC).

## Toponymie
Le village est mentionné au long des XIe au XIVe siècles sous les noms Hunlini Curtis en 1046, Elinicourte, Elencurs, Islenkurt, Aelincort, Alincourt, Elicourt[Quand ?].
De nombreux noms de communes du Cambrésis (et du nord de la France jusqu'à la Normandie) sont terminés par l'appellatif toponymique -court. Cet appellatif est issu du bas latin curtis ou plutôt du gallo-roman *CORTE, du bas latin cōrtem (> ancien français cort, curt > français cour, le -t ayant été supprimé par fausse étymologie par le latin curia, contrairement au dérivé courtois), qui désigne un domaine rural ou un enclos autour d'une habitation, et qui a été utilisé par les Germains, notamment les Francs, à l'époque de leur installation en Gaule antérieurement à -ville.
Selon Albert Dauzat qui se fonde sur la forme de 1046, Hunlini représente le nom de personne germanique Hunila.

## Histoire
Jacques de Hamel Bellenglise, fils d'Antoine, seigneur d'Élincourt épouse en 1508 Marie de Boubers, fille de Jean et de Simone de Rambures. Un de leurs descendants à trois ou quatre générations est Charles de Hamel Bellenglise, mort en 1630, marié à Jeanne des Acharts de Vallobres. Ces derniers  ont eu une fille unique Anne Claire Eugénie Élisabeth, héritière de la branche aînée de la maison et mariée en 1645 à Antoine de La Viefville, marquis d'Orvilles ou d'Orvillers, député de la noblesse de Picardie aux États généraux du royaume.

## Politique et administration

### Politique locale
De juillet 2015 à septembre 2017, 5 conseillers municipaux démissionnent en raison de désaccords avec le maire, amenant à des élections municipales complémentaires le 19 novembre 2017 chargées d'élire leurs successeurs. Le conseil redevenu complet aura à élire ou réélire le maire.

### Liste des maires
Maire en 1802-1803 : Pierre Sarazin.
Maire en 1807 : Decaudin.

Maire en 1808 : Duprez.
| Période                                  | Période                     | Identité           | Étiquette | Qualité                                                       |
| ---------------------------------------- | --------------------------- | ------------------ | --------- | ------------------------------------------------------------- |
| Les données manquantes sont à compléter. |                             |                    |           |                                                               |
| mars 2001                                | mars 2008                   | Thérèse Bonneville |           |                                                               |
| mars 2008                                | En cours (au 10 avril 2014) | Pierre Laude       |           | Réélu pour le mandat 2014-2020 Réélu pour le mandat 2020-2026 |

## Population et société

### Démographie

#### Évolution démographique
L'évolution du nombre d'habitants est connue à travers les recensements de la population effectués dans la commune depuis 1793. Pour les communes de moins de 10 000 habitants, une enquête de recensement portant sur toute la population est réalisée tous les cinq ans, les populations de référence des années intermédiaires étant quant à elles estimées par interpolation ou extrapolation. Pour la commune, le premier recensement exhaustif entrant dans le cadre du nouveau dispositif a été réalisé en 2008.

En 2022, la commune comptait 618 habitants, en évolution de −1,44 % par rapport à 2016 (Nord : +0,51 %, France hors Mayotte : +2,11 %).
| 1793  | 1800 | 1806  | 1821  | 1831  | 1836  | 1841  | 1846  | 1851  |
| ----- | ---- | ----- | ----- | ----- | ----- | ----- | ----- | ----- |
| 1 100 | 968  | 1 073 | 1 304 | 1 230 | 1 491 | 1 539 | 1 612 | 1 626 |

| 1856  | 1861  | 1866  | 1872  | 1876  | 1881  | 1886  | 1891  | 1896  |
| ----- | ----- | ----- | ----- | ----- | ----- | ----- | ----- | ----- |
| 1 648 | 1 824 | 1 819 | 1 813 | 1 827 | 1 812 | 1 751 | 1 657 | 1 549 |

| 1901  | 1906  | 1911  | 1921  | 1926  | 1931 | 1936 | 1946 | 1954 |
| ----- | ----- | ----- | ----- | ----- | ---- | ---- | ---- | ---- |
| 1 517 | 1 391 | 1 312 | 1 057 | 1 048 | 926  | 836  | 797  | 908  |

| 1962 | 1968 | 1975 | 1982 | 1990 | 1999 | 2006 | 2008 | 2013 |
| ---- | ---- | ---- | ---- | ---- | ---- | ---- | ---- | ---- |
| 810  | 821  | 715  | 695  | 658  | 665  | 652  | 646  | 633  |

| 2018 | 2022 | - | - | - | - | - | - | - |
| ---- | ---- | - | - | - | - | - | - | - |
| 624  | 618  | - | - | - | - | - | - | - |

#### Pyramide des âges
La population de la commune est relativement jeune.
En 2018, le taux de personnes d'un âge inférieur à 30 ans s'élève à 38,9 %, soit en dessous de la moyenne départementale (39,5 %). À l'inverse, le taux de personnes d'âge supérieur à 60 ans est de 23,4 % la même année, alors qu'il est de 22,5 % au niveau départemental.
En 2018, la commune comptait 316 hommes pour 308 femmes, soit un taux de 50,64 % d'hommes, largement supérieur au taux départemental (48,23 %).
Les pyramides des âges de la commune et du département s'établissent comme suit.
| Hommes | Classe d’âge | Femmes |
| ------ | ------------ | ------ |
| 0,0    | 90 ou +      | 1,0    |
| 5,1    | 75-89 ans    | 7,8    |
| 17,4   | 60-74 ans    | 15,6   |
| 17,4   | 45-59 ans    | 19,2   |
| 20,9   | 30-44 ans    | 17,9   |
| 18,0   | 15-29 ans    | 17,9   |
| 21,2   | 0-14 ans     | 20,8   |

| Hommes | Classe d’âge | Femmes |
| ------ | ------------ | ------ |
| 0,5    | 90 ou +      | 1,4    |
| 5,3    | 75-89 ans    | 8,1    |
| 14,8   | 60-74 ans    | 16,2   |
| 19,1   | 45-59 ans    | 18,4   |
| 19,5   | 30-44 ans    | 18,7   |
| 20,7   | 15-29 ans    | 19,1   |
| 20,2   | 0-14 ans     | 18     |

## Culture locale et patrimoine

### Lieux et monuments

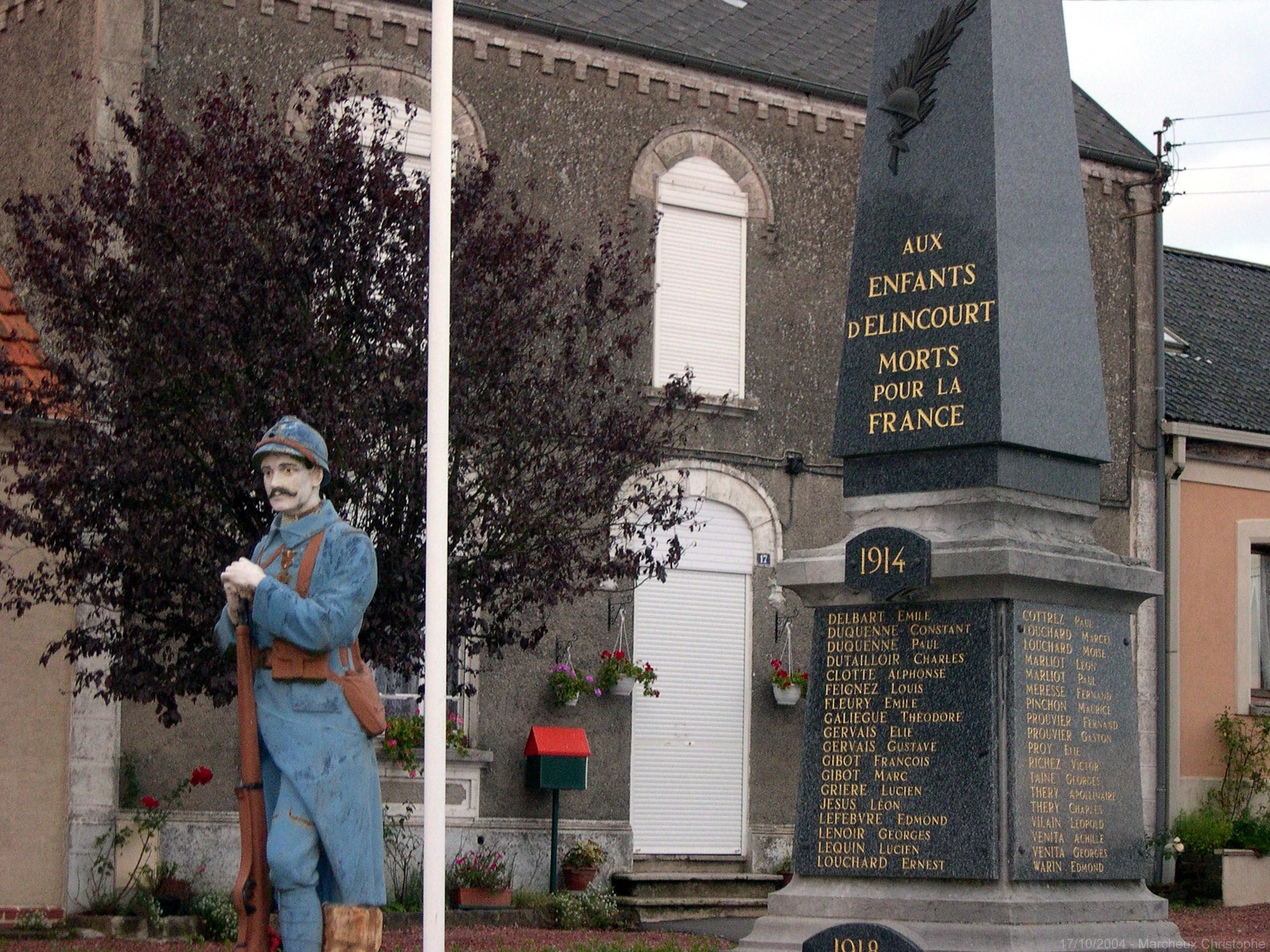
Le monument aux morts de la localité.

- Comme de nombreuses communes du département, Elincourt dispose d'un monument à la mémoire des victimes de la première Guerre Mondiale.
- Élincourt avait un temple protestant mais celui-ci a été démoli[30].

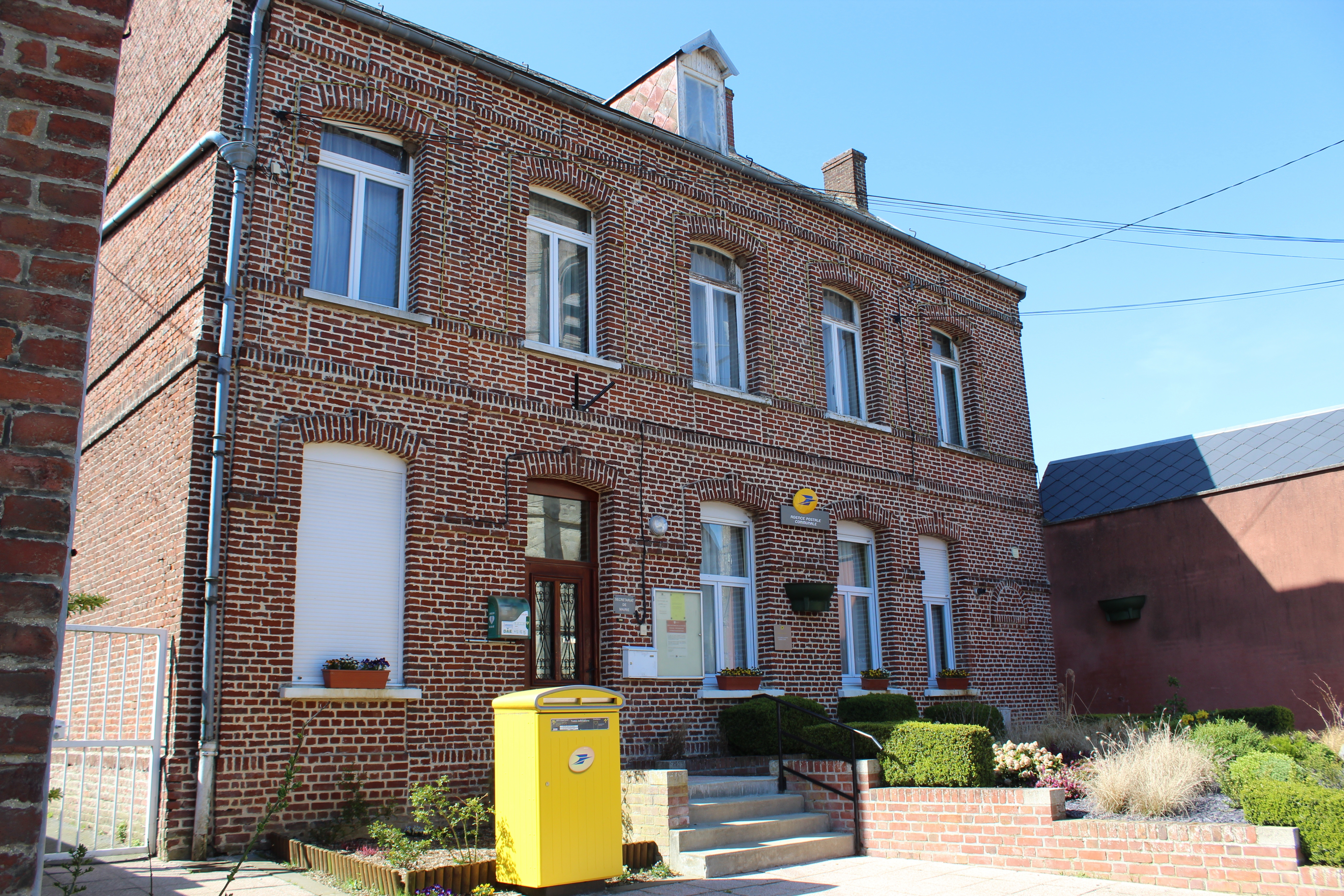
La mairie.
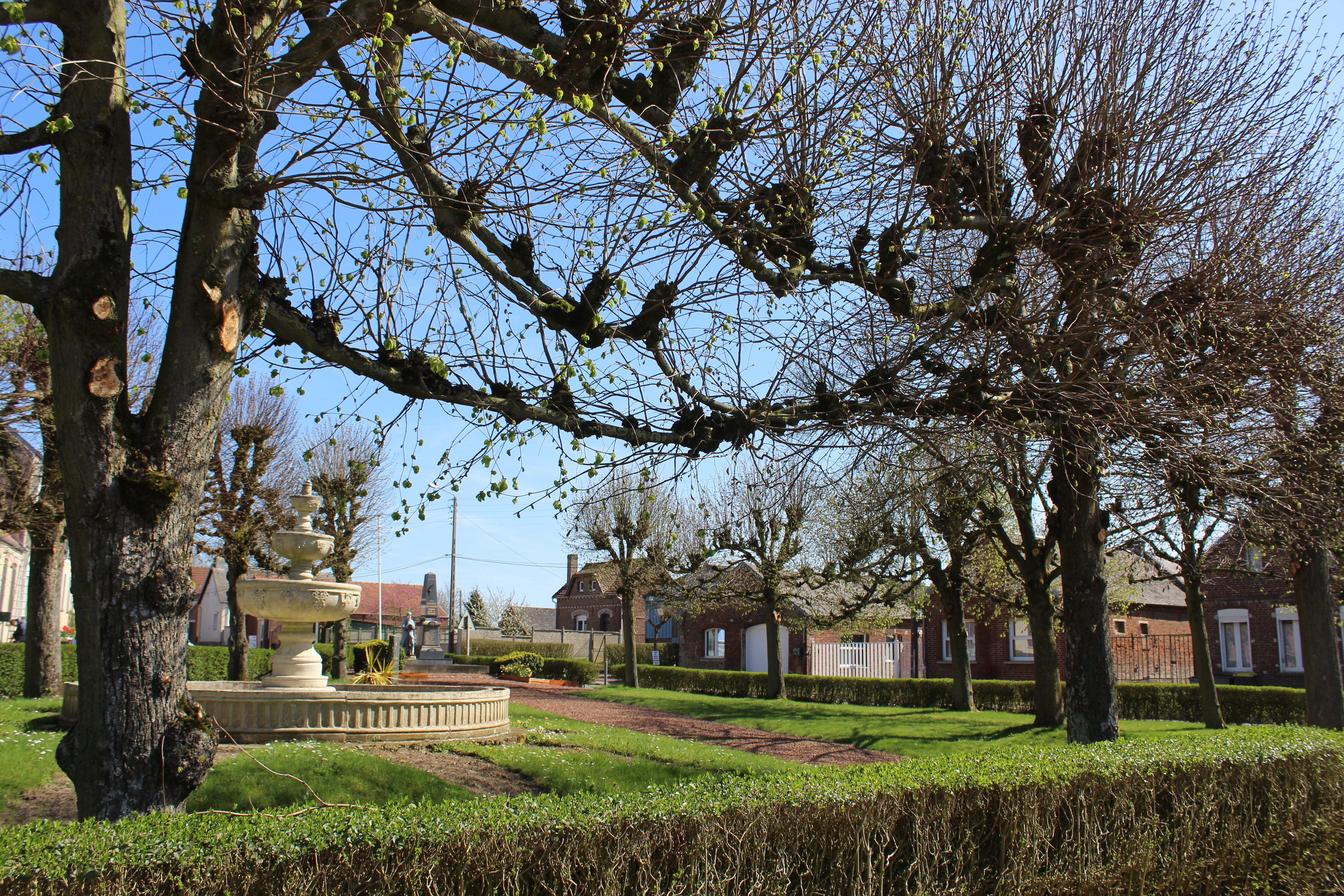
La place du monument.
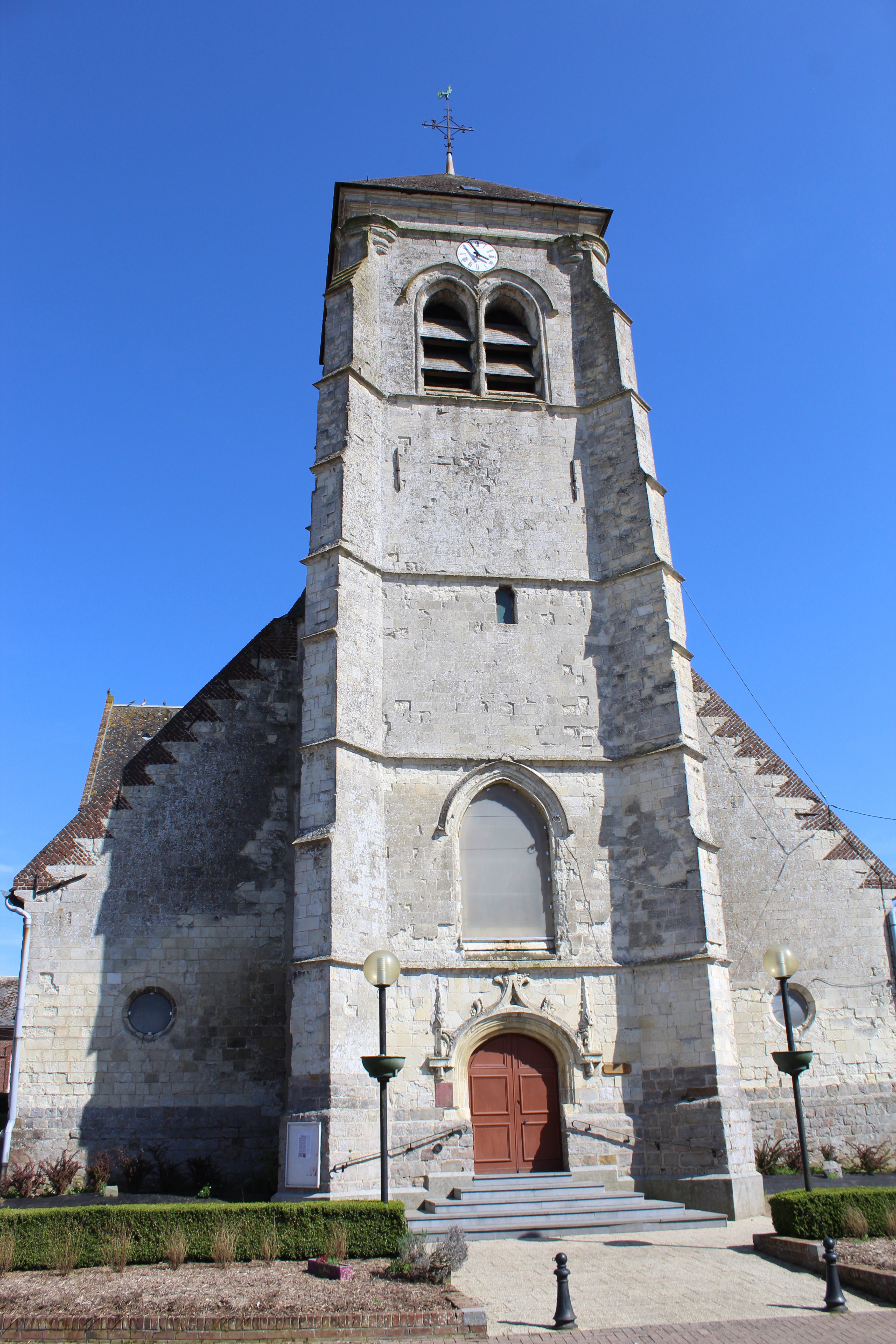
La façade de l'église.

## Personnalités liées à la commune

### Héraldique
| Armes d'Élincourt | Les armes d'Élincourt se blasonnent ainsi : De gueules au franc-quartier d'hermines. |

## Pour approfondir